# إيمي مور
إيمي مور هي دراجة كندية، ولدت في 17 ديسمبر 1973 في ويلاند في كندا.

## وصلات خارجية
- ايمي مور على موقع الاتحاد الدولي للدراجات (الإنجليزية)
- ايمي مور على موقع أرشيف الدراجات (الإنجليزية)
- ايمي مور على موقع إحصائيات الدراجات الإحترافية (الإنجليزية)
- ايمي مور على موقع نسبة الدراجات (الإنجليزية)
- ايمي مور على موقع MTB Data (الإنجليزية)
- ايمي مور على موقع اتحاد ألعاب الكومنولث (مؤرشف) (الإنجليزية)
- ايمي مور على موقع دورة ألعاب الكومنولث 2006 (مؤرشف) (الإنجليزية)